# 스폴리아텔라

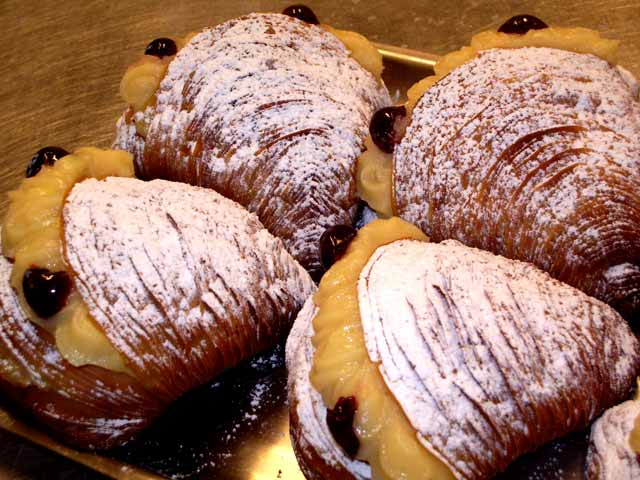
스포이아텔레의 모습

스폴리아텔라(이탈리아어: sfogliatella)는 이탈리아의 후식으로서 모양은 프랑스의 과자인 마들렌처럼 조개 모양이거나 긴 뿔 모양이기도 하다. 단어 "sfogliatelle"는 "많은 잎 혹은 층"을 의미하며 질감 자체가 여러 잎을 쌓아놓고 씹어먹는 듯한 바삭거리는 느낌이 있기 때문에 이 용어가 아주 잘 어울린다고 보기도 한다.
산타 로사라고 부르는 스폴리아텔라의 일종은 17세기 콩가 데이 마리니에서 생겨난 과자이다.
만들 때에는 반죽을 길고 얇게 만든 다음 쇼트닝을 두텁게 바른다. 다음으로는 계속 밀대에 반죽을 밀어서 롤처럼 만들 수 있게 반죽을 풍성하게 만든다. 가운데는 나중에 제거해서 다른 속을 채우도록 한다. 오렌지 맛이 나는 리코타 치즈를 넣기도 한다. 시트론이나 레몬 같은 과일을 넣기도 한다..
스폴리아텔라는 이탈리아의 나폴리에서 유래했으며 굉장히 만드는 데 시간이 많이 들기 때문에 수녀원 등지에서 형태가 생겨났다고 보고 있다.

## 형태
나폴리에서는 "sfogliatella riccia" 로 불리며 몰타에서는 세이보리를 속으로 채워넣어서 만들기도 한다. 몰타 사람들은 이런 형태의 스폴리아텔라를 "Ricotta Pastizzi"라고 부른다. 단 맛이 안나는 세이보리가 재료인 것이 특징인데 다른 종류인 "Pastizzi tal-Pizelli"는 같은 모양이지만 세이보리 열매나 새싹을 집어 넣는다. 이 반죽을 "Ta L-Isfoll"라고 칭한다.